# Хородыще (Бяльский повет)
Хородыще (пол. Horodyszcze) — деревня в Бяльском повете Люблинского воеводства Польши. Входит в состав гмины Вишнице. Находится примерно в 31 км к югу от центра города Бяла-Подляска. По данным переписи 2011 года, в деревне проживало 787 человек.
В 1975—1998 годах деревня входила в состав Бяльскоподляского воеводства.

## Население
Демографическая структура по состоянию на 31 марта 2011 года:
|         | Всего | До трудоспособного возраста | Трудоспособного возраста | Старше трудоспособного возраста |
| ------- | ----- | --------------------------- | ------------------------ | ------------------------------- |
| Мужчины | 405   | 89                          | 266                      | 50                              |
| Женщины | 382   | 96                          | 193                      | 93                              |
| Всего   | 787   | 185                         | 459                      | 143                             |